# 简弧象鼻蚤
简弧象鼻溞（学名：Bosmina coregoni）为象鼻溞科象鼻溞属的动物。分布于亚洲、欧洲、北美洲以及中国大陆的浙江、江苏、安徽、湖南、湖北、四川、山东、河南、辽宁、吉林、云南、陕西、山西等地，属于嗜寒性物种。其常见于大型湖泊与水坑的敞水区，有时也出现在沿岸区以及在池塘、水潭以及缓流的江河中。